# Hopea enicosanthoides
Hopea enicosanthoides là loài thực vật nằm trong họ Dầu. Thường thấy nó phân bố tự nhiên ở Malaysia.